# Hjertestop
Hjertestop er betegnelsen for den tilstand, hvor blodcirkulationen i kroppen er standset som følge af, at hjertets pumpefunktion er ophørt. Hjertestop dækker over flere tilstande. Eksempelvis ventrikelflimmer, hvor der ingen elektrisk styring er af muskelcellerne i hjertekamrene, og de derfor trækker sig sammen uafhængigt af hinanden. Et andet tilfælde er asystoli, hvor der slet ingen elektrisk aktivitet er i cellerne. Ved pulsløs ventrikulær takykardi  pumper hjertekamrene så hurtigt – og ude af takt med forkamrene – at de ikke fyldes ordentlig med blod. Endelig taler man om "pulsløs elektrisk aktivitet" (PEA), hvor den elektriske ledning i hjertet er normal, men hvor cellerne af forskellige årsager ikke reagerer. Man kan ikke klinisk skelne mellem de forskellige former for hjertestop, det kan udelukkende ses ved elektrokardiogram.
Konstateringen af et hjertestop sker for lægmand ved manglende bevidsthed og vejrtrækning. Kun sundhedspersonale mærker efter puls og undersøger for andre kliniske tegn på hjertestop.
Den hyppigste årsag til hjertestop er iskæmiske hjertesygdomme (manglende ilttilførsel til hjertemuskulaturen), mens andre årsager kan være hypoxi (generel iltmangel) som ved søvnapnøsyndromet , hypovolæmi (større blodtab), lungeemboli (blodprop i lungen) eller forgiftninger. Sjældnere ses hjertestop ved et sæt genetiske sygdomme, heriblandt Long QT Syndrome, der skyldes mutationer i gener, der koder for bestemte ionkanaler i hjertets muskelceller.

## Følger
Hjertet har til opgave at pumpe blodet rundt til kroppens organer, hvorved de forsynes med ilt. Når blodcirkulationen standser, får bl.a. hjernen ikke tilført ilt længere, hvilket vil resultere i bevidstløshed i løbet af cirka 10 sekunder.
Såfremt der ikke ydes kunstigt åndedræt og hjertemassage (hjerte-lunge-redning, HLR) med det samme og herunder stød med defibrillator / AED, viser forskning, at hjernen efter 3-5 minutter vil have fået varige skader. Efter 7-10 minutter vil der også være sket så alvorlig skade på de indre organer, at genoplivning normalt vil ske med "udtalte eftervirkninger". Det er således af afgørende betydning, at der hurtigst muligt iværksættes behandling enten af lægmænd med almindelig førstehjælp eller avanceret behandling udført af ambulancepersonale, sygeplejersker eller læger.
Populært sagt er man død under et hjertestop, men man kan genoplives. Formelt set er man dog ikke død, før en læge har udstedt en dødsattest.

## Behandling
Behandlingen af hjertestop deles op i basal og avanceret genoplivning. Den basale genoplivning skal sikre et minimum af ilt til hjernen og hjertemusklen, indtil avanceret genoplivning kan sættes i gang. I Danmark forsøges der basal genoplivning i under 20 % af tilfældene af hjertestop uden for hospitaler. Alle mennesker kan lære basal genoplivning ved at tage et førstehjælpskursus.

### Basal genoplivning
Basal genoplivning kan vinde tid ved at opretholde en vis cirkulation til hjerne og hjerte. Dette kan forhindre ventrikelflimren i at konvertere til asystoli og øger chancen for, at man ved den avancerede genoplivning kan udføre defibrillering. Hvis man er alene, bør man alarmere først, inden man hurtigst muligt herefter starter basal genoplivning.
Basal genoplivning følger ABC-princippet:
- A – Airways
- B – Breathing
- C – Circulation

Airways: Skab frie luftveje: Bøj patientens hoved let bagover, løft op i kæben, eller skub frem i kæben. Ved traumer, hvor der er risiko for skader på ryg og nakke, bruges kun kæbeløft, hvis der er flere personer, og hageløft, hvis man er alene.
Ved mistanke om fremmedlegeme, fx mad, i øvre luftveje, inspiceres munden hurtigt, og fremmedlegemer fjernes med pegefingeren. Ligger fremmedlegemet længere tilbage end svælget, må man ikke forsøge at fjerne det selv – start basal genoplivning, og vent til ambulancen kommer.
Breathing: Når der skabt frie luftveje, undersøges åndedrættet ganske simpelt ved at se, lytte og føle. Dette gøres ved at placere sit hoved over patientens mund og se ned langs brystkassen. Her ser man, om brystkassen hæver sig, og lytter, om man kan høre vejrtrækning, samtidig med at man føler efter, om man kan mærke vejrtrækning mod sin kind/øre. Dette må maksimalt tage 10 sekunder. I modsætning til tidligere lægger man derimod ikke hånden på brystkassen for at føle, om der er vejrtrækning. Hvis man efter 10 sekunder ikke har konstateret normal vejrtrækning, har patienten hjertestop, og man går straks i gang med hjertemassage. Samtidig skal man tilkalde hjælp ved enten selv at ringe 1-1-2 eller få andre til det. Er man alene, må man forlade den livløse for at tilkalde hjælp.
Circulation: Giv hjertemassage – 30 tryk efterfulgt af 2 indblæsninger.
Trykkene udføres ved at lægge den ene hånd langs den nederste del af brystbenet (sternum, tryk lige mellem brystvorterne). Den anden hånd anbringes ovenpå. Fingrene må ikke hvile på brystkassen. Brystkassen trykkes cirka 5 centimeter ned. Hold armene strakte med skuldrene over hænderne, så du bruger din kropsvægt bedst muligt. Herefter trykkes ned 30 gange med en hastighed, der svarer til 100 tryk i minuttet (Det svarer til 30 tryk på 18 sekunder). Når man har trykket 30 gange, gives 2 indblæsninger ved mund-til-mund-metoden, alternativt mund-til-næse. Der blæses luft ind, indtil brystkassen hæver sig, hvorefter man giver brystkassen tid til at synke ned igen og giver den næste indblæsning. Herefter gives 30 tryk igen. Hvis det er svært eller umuligt at give indblæsningerne, kontrollerer man, at der forsat er frie luftveje.
Særligt hos ældre mennesker sker det ofte, at man brækker enten sternum eller nogle af ribbenene ved hjertemassagen. Det føles som et knæk og en fornemmelse af, at brystkassen giver sig. Hvis hjertemassagen gives korrekt, sker der ikke noget ved det, og man skal bare fortsætte massagen. Det er altid vigtigere at opretholde cirkulationen.
Korrekt hjertemassage kan opretholde omkring 25-30 % af hjertets normale minutvolumen, faldende jo længere tid der går. Hvis der er flere personer til stede, skiftes man til at give hjertemassage, ideelt set bør man skifte hvert andet minut. Hjertemassagen og indblæsningerne forsættes, indtil der kommer hjælp, der kan iværksætte avanceret genoplivning, eller til patienten begynder at trække vejret selv.

### Avanceret genoplivning
Avanceret genoplivning omfatter ud over basal genoplivning: Defibrillering, avanceret luftvejshåndtering (fx intubation), anlæggelse af intravenøs adgang og medicinering. Det vil normalt foregå på et sygehus, men i de senere år er man begyndt at indrette akutberedskabet, så der også kan udføres avanceret genoplivning på selve ulykkesstedet. Dette kræver almindeligvis, at der kommer en læge, anæstesisygeplejerske eller paramediciner ud til patienten sammen med ambulancen.
Ved hjertestop skelnes der ved avanceret genoplivning mellem stødbar og ikke-stødbar hjerterytme, og behandlingen indrettes efter dette.
- Stødbare rytmer:

Ventrikelflimmer (VF)
Pulsløs ventrikulær takykardi (VT)
- Ikke-stødbare rytmer:

Asystoli
Pulsløs elektrisk aktivitet (PEA)
Hvis der hersker tvivl om, hvorvidt rytmen er fin ventrikelflimmer eller asystoli, behandles der efter retningslinjerne for ikke-stødbar rytme.
Ved de fleste tilfælde af hjertestop er der en stødbar rytme i form af ventrikelflimren eller pulsløs ventrikulær takykardi. Disse rytmer kaldes stødbare, da man ved at sende et jævnspændingsstrøm igennem hjertet kan genoprette den normale sinusrytme. Dette gøres ved hjælp af en defibrillator. Så snart man har adgang til en defibrillator, skal det vurderes, om rytmen er stødbar eller ikke-stødbar. Hvis rytmen er stødbar, gives straks det første stød på mellem 150 og 360 Joule alt efter typen af defibrillator. Behandlingen af stødbare rytmer er herefter baseret på cyklusser af 2 minutter.
En cyklus består af:
- Et stød med defibrillatoren
- Hjertemassage og ventilation i 2 minutter (Hjerte-Lunge-Redning, HLR)
- Medicin
- Vurdering

Hvis hjerterytmen efter gennemløbet af én cyklus stadig vurderes til at være stødbar, starter man forfra på en ny cyklus. Medicinen, der gives ved stødbare rytmer, er adrenalin og amiodaron, som gives intravenøst. Der gives 1 mg adrenalin som indledning til 3. cyklus og 300 mg amiodaron som indledning til 4. cyklus. Herefter gives der adrenalin hvert 3.-5. minut og 150 mg amiodaron som indledning til 6. cyklus. Der gives altså ikke medicin før det 1. og 2. stød med defibrillatoren.
Hvis rytmen vurderes til ikke at være stødbar, fortsættes med hjertemassage og ventilation. Samtidig gives der 1 mg adrenalin intravenøst hurtigst muligt og 3 mg atropin også intravenøst og hurtigst muligt. Hvert 2. minut vurderes rytmen, hvis den forsat ikke er stødbar, forsættes med hjertemassage. Samtidig gives der adrenalin hvert 3.-5. minut.
Hjertestartere er også opsat i store dele af det offentlige rum. Disse hjertestartere kaldes AED (Automated Electric Defibrilator). Bruges aparatet optimalt, er overlevelseschancen mere end fire gange større end ved brug af basal genoplivning.

## Mund-til-mund eller mund-til-næse
Som ventilationsform anbefaler Dansk Råd for Genoplivning mund-til-mund, sekundært mund-til-næse hvis mund-til-mund ikke kan anvendes, i overenstemmelse med internationale retningslinjer.
Et antal europæiske lande, herunder Danmark, anbefalede i en årrække mund-til-næse-metoden for utrænede førstehjælpere ud fra en antagelse af, at der gennem mund-til-næse lettere sikres korrekt indblæsningstryk og dermed reduceret risiko for skade på lungerne, eller at luften ender i mavesækken.
Imidlertid foreligger der ikke nogen kliniske studier, der sammenligner de to metoder eller dokumenterer den kliniske effekt af mund-til-næse. Derfor skiftede Danmark tilbage til at anbefale mund-til-mund med de såkaldte "Guidelines 2000".